# Flock
Flock è stato un browser web originariamente basato su Gecko, il motore di rendering di Mozilla Firefox, sviluppato dall'omonima compagnia di sviluppo. I creatori di Flock lo definivano "browser sociale" per l'integrazione di servizi internet come blog, condivisione di dati, aggregazione di news. Era disponibile gratuitamente per il download e disponeva di versioni per Microsoft Windows, macOS e Linux, nonché di numerose localizzazioni, tra cui quella in italiano.
Dalla versione 3, il browser abbandonò il motore di Firefox e passò a Chromium. L'ultima versione distribuita è la 3.5.3 del 3 febbraio 2011.
Lo sviluppo di Flock è stato arrestato nel mese di aprile 2011. Il team di Flock ha annunciato la fine del supporto tecnico per il 26 aprile 2011 invitando i propri utenti a migrare verso Google Chrome o Mozilla Firefox.

## Caratteristiche
Flock integrava servizi di social networking e di media come MySpace, Facebook, YouTube, Twitter, Flickr, Blogger, Gmail e Yahoo! Mail. Quando l'utente effettuava l'accesso ad uno dei servizi supportati, Flock teneva traccia degli aggiornamenti degli amici: profili, foto caricate e altro ancora. Tra le altre caratteristiche:
- una Media Bar che mostra l'anteprima dei video e delle foto online;
- un aggregatore di feed che supporta Atom, RSS e Media RSS;
- uno strumento per la pubblicazione di contenuti in un blog;
- una componente per la posta che permette di controllare l'email basata su web attraverso la Media Bar;
- support per gli add-on di terze parti;
- l'invio di un aggiornamento di stato a più servizi;
- funzionalità di ricerca su Twitter;
- messaggistica istantanea tramite la chat di Facebook nel browser.